# 商科元
商科元（1995年2月4日—），中国男子游泳运动员，主攻中长距离自由泳，2018年亚洲运动会男子4×200米自由泳接力银牌得主、2018年世界短池游泳锦标赛男子4×200米自由泳接力铜牌得主。